# Эли, Шайра
Шайра Квонтей Эли (англ. Shyra Quontae Ely; родилась 9 августа 1983 года, Индианаполис, штат Индиана, США) — американская профессиональная баскетболистка, выступавшая в Женской национальной баскетбольной ассоциации. Она была выбрана на драфте ВНБА 2005 года во втором раунде под общим четырнадцатым номером командой «Сан-Антонио Силвер Старз». Играла в амплуа форварда.

## Биография
Эли выступала за женскую баскетбольную команду старшей школы Бена Девиса в Индиане. За её игру Эли включали во всеамериканскую сборную WBCA, а в 2001 году она получила награды Мисс Баскетбол Индианы и приз Gatorade лучшему баскетболисту года среди старшеклассников. В том же году она участвовала в матче всех звёзд старших школ WBCA, во время которого забила два очка.
На драфте ЖНБА 2005 года балы выбрана во втором раунде под общим 14 номером клубом «Сан-Антонио Силвер Старз». В «Старз» она отыграла два сезона, после чего выступала за «Сиэтл Шторм», «Чикаго Скай» и «Индиана Фивер». За свою карьеру в ЖНБА он набрала 245 очков, сделала 132 подбора, 48 передач, 17 перехватов и 5 блок-шотов. Самым результативным матчем для неё стала игра против «Финикс Меркури» в 2005 году, во время которого она набрала 15 очков.